# Moretonhampstead
Moretonhampstead è un paese di 1 536 abitanti della contea del Devon, in Inghilterra.